# Go Seul-ki
Đây là một tên người Triều Tiên, họ là Go.
Go Seul-Ki (tiếng Hàn Quốc: 고슬기; sinh ngày 21 tháng 4 năm 1986) là một cầu thủ bóng đá Hàn Quốc, thi đấu cho Incheon United ở K-League. Các câu lạc bộ trước đó của anh gồm Buriram United, El Jaish, Ulsan Hyundai, Gwangju Sangmu và Pohang Steelers.

## Thống kê sự nghiệp
Tính đến 13 tháng 3 năm 2016
| Thành tích câu lạc bộ | Thành tích câu lạc bộ | Thành tích câu lạc bộ            | Giải vô địch | Giải vô địch | Cúp  | Cúp | Cúp Liên đoàn | Cúp Liên đoàn | Châu lục | Châu lục | Tổng cộng | Tổng cộng |
| Mùa giải              | Câu lạc bộ            | Giải vô địch                     | Trận         | Bàn          | Trận | Bàn | Trận          | Bàn           | Trận     | Bàn      | Trận      | Bàn       |
| --------------------- | --------------------- | -------------------------------- | ------------ | ------------ | ---- | --- | ------------- | ------------- | -------- | -------- | --------- | --------- |
| 2005                  | Pohang Steelers       | K League 1                       | 0            | 0            | 0    | 0   | 0             | 0             | -        | -        | 0         | 0         |
| 2006                  | Pohang Steelers       | K League 1                       | 0            | 0            | 1    | 1   | 0             | 0             | -        | -        | 1         | 1         |
| 2007                  | Pohang Steelers       | K League 1                       | 0            | 0            | 0    | 0   | 0             | 0             | -        | -        | 0         | 0         |
| 2008                  | Gwangju Sangmu        | K League 1                       | 20           | 3            | 3    | 0   | 8             | 0             | -        | -        | 31        | 3         |
| 2009                  | Gwangju Sangmu        | K League 1                       | 17           | 2            | 1    | 0   | 3             | 0             | -        | -        | 21        | 2         |
| 2009                  | Pohang Steelers       | K League 1                       | 1            | 0            | 0    | 0   | 0             | 0             | 2        | 0        | 3         | 0         |
| 2010                  | Ulsan Hyundai         | K League 1                       | 13           | 1            | 1    | 0   | 2             | 0             | -        | -        | 16        | 1         |
| 2011                  | Ulsan Hyundai         | K League 1                       | 29           | 7            | 4    | 4   | 8             | 0             | -        | -        | 41        | 11        |
| 2012                  | Ulsan Hyundai         | K League 1                       | 40           | 4            | 4    | 1   | -             | -             | 10       | 1        | 54        | 6         |
| 2012-2013             | El Jaish SC           | Qatar Stars League               | 8            | 1            | -    | -   | -             | -             | 7        | 1        | 15        | 2         |
| 2013-2014             | El Jaish SC           | Qatar Stars League               | 24           | 0            | 5    | 0   | -             | -             | 7        | 3        | 36        | 3         |
| 2015                  | Buriram United        | Giải bóng đá Ngoại hạng Thái Lan | 31           | 8            | 6    | 2   | 7             | 1             | 7        | 1        | 52        | 12        |
| 2016                  | Buriram United        | Giải bóng đá Ngoại hạng Thái Lan | 3            | 1            | 2    | 2   | 0             | 0             | 3        | 0        | 9         | 3         |
| Tổng cộng sự nghiệp   | Tổng cộng sự nghiệp   | Tổng cộng sự nghiệp              | 186          | 27           | 27   | 10  | 28            | 1             | 36       | 6        | 278       | 71        |

## Danh hiệu
Pohang Steeler
- Cúp Liên đoàn bóng đá Hàn Quốc (1): 2009

Ulsan Hyundai
- Giải vô địch bóng đá các câu lạc bộ châu Á (1): 2012
- Cúp Liên đoàn bóng đá Hàn Quốc (1):2011

El Jaish SC
- Qatar Crown Prince Cup (1): 2014
- Qatari Stars Cup (1): 2012-13

Buriram United
- Giải bóng đá Ngoại hạng Thái Lan: 2015, 2017
- Cúp Hiệp hội Bóng đá Thái Lan:2015
- Cúp Liên đoàn Bóng đá Thái Lan: 2015,2016
- Cúp Hoàng gia Kor: 2015
- Giải bóng đá vô địch các câu lạc bộ sông Mê Kông: 2015,2016